# ダウン・トゥ・ザ・ボーン
ダウン・トゥ・ザ・ボーン（Down to the Bone）は、イギリス人DJ、スチュアート・ウェイド率いるアシッド・ジャズ・グループ。1996年にクリス・モーガンズ（後に脱退）と共に結成された。イギリスで人気を博し、「UKジャズ・グルーヴの王様」と称されている。バンドの音楽はファンクとジャズを融合させたものとなっている。
2014年時点では、アメリカのバンドとイギリスのバンドという、2つのメンバーが所属するバンドが存在している。

## 音楽
バンドのリーダーであるスチュアート・ウェイドは楽器を演奏しない。彼はディクタフォンに向かってハミングを歌っている。

## ディスコグラフィ

### スタジオ・アルバム
- From Manhattan to Staten (1998年、Int'l Bass)
- The Urban Grooves – Album II (1999年、Int'l Bass)
- Spread The Word (2001年、Int'l Bass)
- 『クレイジー・ヴァイブス・アンド・シングス』 - Crazy Vibes and Things (2002年、GRP)
- Cellar Funk (2004年、Narada Jazz)
- Spread Love Like Wildfire (2005年、Narada Jazz)
- 『スーパーチャージド』 - Supercharged (2007年、Narada Jazz)
- 『フューチャー・ブギー』 - Future Boogie (2009年、Shanachie)
- 『ザ・メイン・イングリーディエンツ』 - The Main Ingredients (2011年、Dome)
- 『ディグ・イット』 - Dig It (2014年、Dome)

### コンピレーション・アルバム
- The Best of Down to the Bone (2007年、Narada Jazz)
- Funkin' Around: A Collection of Remixes and Reworks (2019年、Dome)

### シングル
- "Parkside Shuffle" (2007年)
- "Music Is the Key" (2011年)
- "Uptown Hustle" (2012年)
- "The Sweetness" (2014年)
- "The Bounce" (2015年)